# Faedo Valtellino
Faedo Valtellino är en ort och kommun i provinsen Sondrio i regionen Lombardiet i Italien. Kommunen hade 566 invånare (2018).